# Кубок Чилі з футболу 2019
Кубок Чилі з футболу 2019 — 40-й розіграш кубкового футбольного турніру у Чилі. Титул володаря кубка здобув Коло-Коло.

## Календар
| Раунд        | Дата                          | Матчі | Клуби   |
| ------------ | ----------------------------- | ----- | ------- |
| Перший раунд | 23-24 березня 2019            | 16    | 48 → 32 |
| 1/16 фіналу  | 31 травня - 11 липня 2019     | 32    | 32 → 16 |
| 1/8 фіналу   | 14 липня - 5 вересня 2019     | 16    | 16 → 8  |
| 1/4 фіналу   | 7-8 вересня/12-13 жовтня 2019 | 8     | 8 → 4   |
| 1/2 фіналу   | 18-19 січня 2020              | 2     | 4 → 2   |
| Фінал        | 22 січня 2020                 | 1     | 2 → 1   |

## 1/16 фіналу
| Команда 1                 | Заг.         | Команда 2                  | 1-й матч | 2-й матч |
| ------------------------- | ------------ | -------------------------- | -------- | -------- |
| 31 травня/5 червня 2019   |              |                            |          |          |
| Сан-Маркос де Аріка (3)   | 0:4          | Депортес Ікіке             | 0:2      | 0:2      |
| 5/9 червня 2019           |              |                            |          |          |
| Палестіно                 | 1:4          | Сантьяго Морнінг (2)       | 0:3*     | 1:1      |
| 8/13 червня 2019          |              |                            |          |          |
| Рейнджерс (2)             | 1:3          | Універсідад де Чилі        | 0:2      | 1:1      |
| 8/14 червня 2019          |              |                            |          |          |
| Депортес Магальянес (2)   | 2:5          | Уніон Ла-Калера            | 0:2      | 2:3      |
| 8 червня/7 липня 2019     |              |                            |          |          |
| Трасандіно (4)            | 0:2          | Евертон                    | 0:1      | 0:1      |
| 8 червня/11 липня 2019    |              |                            |          |          |
| Депортес Меліпілья (2)    | 0:0 пен. 3:4 | Уніон Еспаньйола           | 0:0      | 0:0      |
| 9/12 червня 2019          |              |                            |          |          |
| Сантьяго Вондерерз (2)    | 2:5          | Аудакс Італьяно            | 1:2      | 1:3      |
| 9/13 червня 2019          |              |                            |          |          |
| Депортес Санта-Крус (2)   | 4:6          | О'Хіггінс                  | 3:2      | 1:4      |
| Депортес Вальдівія (2)    | 1:1 пен. 5:3 | Універсідад де Консепсьйон | 0:0      | 1:1      |
| Ньюбленсе (2)             | 2:2 пен. 4:2 | Куріко Унідо               | 0:1      | 2:1      |
| Барнечеа (2)              | 3:3 пен. 4:3 | Депортес Антофагаста       | 1:2      | 2:1      |
| 9/14 червня 2019          |              |                            |          |          |
| Уніон Сан-Феліпе (2)      | 4:2          | Кокімбо Унідо              | 3:1      | 1:1      |
| Депортес Пуерто-Монтт (2) | 4:4 пен. 3:5 | Коло-Коло                  | 2:0      | 2:4      |
| 9 червня/7 липня 2019     |              |                            |          |          |
| Депортес (Темуко) (2)     | 3:2          | Уачипато                   | 2:1      | 1:1      |
| 9 червня/9 липня 2019     |              |                            |          |          |
| Депортес Вальєнар (3)     | 1:3          | Кобресаль                  | 1:0      | 0:3      |
| 9 червня/10 липня 2019    |              |                            |          |          |
| Депортес Ла-Серена (2)    | 2:2 пен. 5:6 | Універсідад Католіка       | 1:0      | 1:2      |

* - у першому матчі у складі Палестіно на поле вийшов лише один гравець U-20 (регламентом турніру передбачено два таких гравці). Як наслідок команда господарів отримала технічну поразку з рахунком 0-3 (рахунок матчу був 4-3).

## 1/8 фіналу
| Команда 1               | Заг.         | Команда 2              | 1-й матч | 2-й матч |
| ----------------------- | ------------ | ---------------------- | -------- | -------- |
| 14/20 липня 2019        |              |                        |          |          |
| Аудакс Італьяно         | 1:0          | Уніон Сан-Феліпе (2)   | 0:0      | 1:0      |
| Депортес (Темуко) (2)   | 0:3          | Універсідад де Чилі    | 0:1      | 0:2      |
| 14/21 липня 2019        |              |                        |          |          |
| Евертон                 | 2:1          | О'Хіггінс              | 1:0      | 1:1      |
| Депортес Ікіке          | 2:4          | Кобресаль              | 1:1      | 1:3      |
| 14 липня/5 вересня 2019 |              |                        |          |          |
| Уніон Еспаньйола        | 2:0          | Депортес Вальдівія (2) | 0:0      | 2:0      |
| 15/21 липня 2019        |              |                        |          |          |
| Уніон Ла-Калера         | 2:2 пен. 5:4 | Ньюбленсе (2)          | 1:1      | 1:1      |
| Коло-Коло               | 6:0          | Барнечеа (2)           | 3:0      | 3:0      |
| 16 липня/8 серпня 2019  |              |                        |          |          |
| Сантьяго Морнінг (2)    | 1:5          | Універсідад Католіка   | 0:2      | 1:3      |

## 1/4 фіналу
| Команда 1                | Заг. | Команда 2            | 1-й матч | 2-й матч |
| ------------------------ | ---- | -------------------- | -------- | -------- |
| 7 вересня/12 жовтня 2019 |      |                      |          |          |
| Кобресаль                | 4:5  | Універсідад де Чилі  | 3:1      | 1:4      |
| 8 вересня/12 жовтня 2019 |      |                      |          |          |
| Коло-Коло                | 4:2  | Евертон              | 2:1      | 2:1      |
| Аудакс Італьяно          | 1:3  | Уніон Еспаньйола     | 0:1      | 1:2      |
| 8 вересня/13 жовтня 2019 |      |                      |          |          |
| Уніон Ла-Калера          | 2:3  | Універсідад Католіка | 2:1      | 0:2      |

## 1/2 фіналу
| Команда 1            | Рахунок      | Команда 2        |
| -------------------- | ------------ | ---------------- |
| 18 січня 2020        |              |                  |
| Універсідад Католіка | 1:1 пен. 2:4 | Коло-Коло        |
| 19 січня 2020        |              |                  |
| Універсідад де Чилі  | +:-          | Уніон Еспаньйола |

## Фінал
| 22 січня 2020 23:30 (EEST) |

| Універсідад де Чилі | 1:2      | Коло-Коло                |
| ------------------- | -------- | ------------------------ |
| Родрігес 90+5'      | Протокол | Боладос 28' Перрагес 31' |

| Естадіо Муніципаль Херман Бекер, Темуко Глядачів: 12 259 Арбітр: Хуліо Баскуньян |